# Naraŭljanský rajón
Naraŭljanský rajón (bělorusky Нараўлянскі раён, ukrajinsky Наровлянський район, rusky Наровлянский район) je územně-správní jednotkou na jihu Homelské oblasti v Bělorusku. Administrativním centrem rajónu je město Naroŭlja (bělorusky Нароўля, rusky Наровля).

## Historie
Rajón byl založen 17. července 1924. Před havárii černobylské jaderné elektrárny v této oblasti existovalo 74 vesnic a 8 vesnických rad, selsovetů (Verbavický, Haloŭčycký, Dzjornavický, Daŭljacký, Zabajcjanský, Kiraŭský, Krasnoŭský a Vuhlický).
Po katastrofě v roce 1986 byly 4 obecní rady zrušeny — Vuhlický (1987), Dovljadovskij (1987), Dzjornavický (1987) a Verbavický (1995). Obyvatelé se přestěhovali do jiných vesnických rad rajónu, Naroŭlje nebo mimo rajón. Vybydleno bylo 35 vesnic. Přesídlení pokračuje i dnes. V evakuační zóně byla založena Poleská státní radiačně-ekologická rezervace.

## Geografie
Rozloha rajónu je necelých 1590 km², z toho 53 % jsou lesy. Hlavními řekami jsou Pripjať a její přítoky Naroŭljanka, Mytva, Slovečna a Žaloň. Nachází se zde i mnoho jezer. Rajón se nachází v pásmu pravého břehu dolního toku Pripjatě.
Naprostá většina rajónu se nachází v zóně Pripjaťského koryta, na jižním svahu ukrajinského štítu. Celkem 85 % území se nachází v nadmořské výšce 120 až 140 metrů, 8 % v nadmořské výšce od 140 do 160 metrů a 7 % v nadmořské výšce od 100 do 110 metrů.
Hraničí s Jelským rajónem, Mazyrským rajónem a Chojnickým rajónem na území Běloruska a také s Narodičským rajónem, Ovručským rajónem a Polesským rajónem na území Ukrajiny.
Rajón má malá ložiska rašeliny v hloubce 1,34 m, které jsou rozložena na území 292 ha. Na území rajónu, v blízkosti vesnic Huta a Zarakitnaje, byla nalezena ložiska kamenné soli, která leží v hloubce asi 300 až 2500 m. Mohutnost solné horniny je až 2 km. Rajón má i dvě ložiska hlíny, Haloŭčyckaje a Vepranskaje.

## Administrativní členění
Od roku 2009 má Naraŭljanský rajón 4 selsověty:
- Věrbavický selsovět (Вербавіцкі с/с)
- Haloŭčycký selsovět (Галоўчыцкі с/с)
- Kiraŭský selsovět (Кіраўскі с/с)
- Naraŭljanský selsovět (Нараўлянскі с/с)

Zrušeny byly 2 selsověty:
- Krasnoŭský selsovět (Красноўскі с/с)
- Zavajcjanský selsovět (Завайцянскі с/с)

## Demografie
Na území rajónu žije na 12 400 lidí, z toho 8 400 lidí žije v městských oblastech.

## Ekonomika
Základními odvětvími jsou potravinářství, zemědělství a zpracování dřeva.

## Dopravní síť
Skrze rajón prochází silniční komunikace Mozyr — Kyjev, Naroŭlja — Černobyl, Naroŭlja — Jelsk. Po Pripjati se realizuje i lodní doprava.